# Ettrick (Wisconsin)
Ettrick è un villaggio degli Stati Uniti d'America, situato in Wisconsin, nella contea di Trempealeau.